# بهزاد سلطانی
بهزاد سلطانی (زاده ۱۵ سپتامبر ۱۹۸۸) یک بازیکن فوتبال اهل ایران است.